# Harry Fuss
Harry Fuss, auch Harry Fuß (* 1. August 1913 in Wien; † 21. April 1996 ebenda) war ein österreichischer Schauspieler.

## Leben
Harry Fuss machte seine Matura am Realgymnasium und besuchte danach eine Hotelschule. Nach einer kurzen Beschäftigung im Hotelfach absolvierte er 1934 das Schauspielseminar unter Rudolf Beer.
Sein erstes Engagement erhielt er für die Spielzeit 1935/1936 am Schauspielhaus in Brünn. 1936/1937 spielte er am Theater in der Josefstadt, 1937 bis 1939 am Schauspielhaus Zürich und 1940/1941 am Badischen Staatstheater Karlsruhe.
1942 bis 1944 war er an verschiedenen Wiener Bühnen tätig, und zwar am Raimundtheater, Bürgertheater, Stadttheater und Renaissancetheater. Nach Kriegsende setzte er seine Laufbahn am Künstlertheater (1945 bis 1947) und am Theater in der Josefstadt (1947/1948) fort.
1952 bis 1984 gehörte er dem Ensemble des Wiener Volkstheaters an, wo er in zahlreichen Aufführungen mitwirkte, darunter als Alfred in der österreichischen Erstaufführung von Horváths Geschichten aus dem Wiener Wald am 1. Dezember 1948 mit Karl Skraup und Inge Konradi, eine Aufführung, die einer der größten Theaterskandale der Nachkriegszeit war, Der Fall Mary Dugan (1950), Bluntschli in George Bernard Shaws Helden (1952), Frau Warrens Gewerbe (1952), Schufterle in Schillers Die Räuber (1959), Architekt Ullrich in Hermann Bahrs Wienerinnen (1960), Tierbändiger in Frank Wedekinds Die Büchse der Pandora, Bruno Mechelke in Gerhart Hauptmanns Die Ratten (1968), Wirt in Lessings Minna von Barnhelm (1976) sowie zahlreiche Rollen in Stücken von Johann Nestroy (Regie: Gustav Manker), so Dreyßig Jahre aus dem Leben eines Lumpen (1966), Mein Freund (1955), Zwirn in Lumpazivagabundus (1957) mit Fritz Muliar und Walter Kohut und Scheitermann in Frühere Verhältnisse (1979).
Gastspiele führten ihn an  das Bayerische Staatsschauspiel, zu den Ruhrfestspielen in Recklinghausen, zu den Luisenburg-Festspielen in Wunsiedel (Schnoferl in Nestroys Das Mädl aus der Vorstadt und Zwirn in Lumpazivagabundus), an das Theater an der Wien und an das Hamburger Thalia Theater. Von 1959 bis 1969 war er im Rahmen der Wiener Festwochen Hauptdarsteller der Produktion „Pawlatschentheater“. Neben seiner intensiven Arbeit als Theaterschauspieler übernahm Fuss auch kleinere bis mittlere Rollen in Filmproduktionen.
Sein Grab befindet sich auf dem Hernalser Friedhof in Wien (Gruppe D, Nummer 196).

## Auszeichnungen

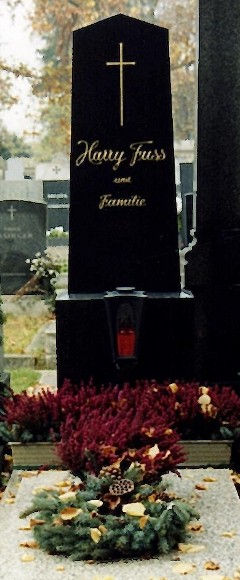
Grabstätte von Harry Fuss

- 1964: Ehrenkreuz für Kunst und Wissenschaft
- 1970: Karl-Skraup-Preis
- 1973: Ernennung zum Professor durch das Kultusministerium
- 1975: Goldenes Ehrenzeichen für Verdienste um das Land Wien
- 1984: Ehrenmedaille der Bundeshauptstadt Wien in Gold

## Filmografie
- 1948: Rendezvous im Salzkammergut
- 1948: Der himmlische Walzer
- 1948: Hin und her
- 1949: Höllische Liebe
- 1950: Großstadtnacht
- 1950: Kind der Donau
- 1950: Gruß und Kuß aus der Wachau
- 1951: Frühling auf dem Eis
- 1951: Der Fünfminutenvater
- 1951: Schwindel im Dreivierteltakt
- 1951: So ein Theater! (Gangsterpremiere)
- 1952: Hallo Dienstmann
- 1952: 1. April 2000
- 1954: Schicksal am Lenkrad
- 1956: Der Schandfleck
- 1956: Rosmarie kommt aus Wildwest
- 1956: Meine Tante – deine Tante
- 1958: Eine Reise ins Glück
- 1958: Die Conways und die Zeit
- 1962: Ende schlecht - Alles gut
- 1963: Der Unsichtbare
- 1971: Die Auferstehung des Stefan Stefanow
- 1971: Ein Käfer geht aufs Ganze
- 1972: Briefe von gestern
- 1972–1973: Tatort (Fernsehreihe)
  - 1972: Münchner Kindl
  - 1973: Frauenmord
- 1973: Wenn ihr wollt, ist es kein Märchen
- 1973: Hallo – Hotel Sacher … Portier! (Fernsehserie Folge: 13. Hotel und Pension)
- 1979: Kleine Gaben
- 1982: Hambacher Frühling
- 1983: Roda Rodas rote Weste